# School 2017
School 2017 (hangul: 학교 2017; rr: Hakgyo 2017) é uma série de televisão sul-coreana exibida pela KBS2 de 17 de julho a 5 de setembro de 2017, estrelada por Kim Se-jeong, Kim Jung-hyun, Jang Dong-yoon, Han Sun-hwa e Han Joo-wan. A série é a sétima edição da franquia School.

## Enredo
A série segue uma classe de estudantes do ensino médio tentando superar o estresse de ser classificada por suas notas de exame e enfrentando as dificuldades de ser um adolescente em um sistema de alta pressão e corrupto. Sua protagonista central é Ra Eun-ho (Kim Se-jeong), uma jovem de 18 anos alegre e de bom coração que sonha em ser uma artista de webtoon, mas é apanhada na busca de um misterioso perturbador na escola, conhecido como 'Estudante X'. Quando ela é acusada de ser estudante X, seu sonho de ir para a universidade para estudar arte é posto em risco quando enfrenta a expulsão.

## Elenco

### Elenco principal
- Kim Se-jeong como Ra Eun-ha[1][2]
- Kim Jung-hyun como Hyun Tae-woon[3]
- Jang Dong-yoon como Song Dae-hwi[4]
- Han Joo-wan como Shim Kang-myung
- Han Sun-hwa como Han Soo-ji

### Elenco de apoio

#### Estudantes
- Seol In-ah como Hong Nam-joo[5]
- Park Se-wan como Oh Sa-rang
- Seo Ji-hoon como Yoon Kyung-woo
- Rowoon como Kang Hyun-il / Issue[6]
- Kim Hee-chan como Kim Hee-chan
- Hong Kyung como Won Byung-goo
- Han Bo-bae como Seo Bo-ra
- Ji Hye-ran (Z.Hera) como Yoo Bit-na
- Ha Seung-ri como Hwang Young-gun
- Kim Min-ha como Yeo Sung-eun
- Song Yoo-jung como Choi Hyun-jung
- Lee Joon-woo como Go Hak-jung
- Ahn Sung-kyun como Ahn Jung-il
- Choi Sung-min como Han Duk-soo

#### Pessoal da escola
- Lee Jong-won como Hyun Kang-woo
- Kim Eung-soo como Yang Do-jin
- Park Chul-min como Park Myung-deok

#### Professores
- Lee Jae-yong como Koo Young-goo
- Min Sung-wook como Jung Joon-soo
- Jo Mi-ryung como Jang So-ran

#### Família Ra
- Sung Ji-ru como Ra Sun-bong, pai de Eun-ho
- Kim Hee-jung como Kim Sa-bun, mãe de Eun-ho
- Jang Se-hyun como Ra Tae-shik, irmão de Eun-ho

#### Estendido
- Mi Jung como Na Young-ok, mãe de Song Dae-hwi's mother.
- Kim Soo-jin como a mãe de Oh Sa-rang, uma faxineira na Geumdo High School.
- Choo Kwi-jung como a mãe de Kim Hee-chan
- Kim Jin-woo como Im Joon-ki, melhor amigo da Dae-hwi e Tae-woon
- Shin Yun-sook como a avó Im Joon-ki
- Kim Sun-hwa como a mãe de Ahn Jung-il
- Lee Jae-kyung como pai
- Song Yoo-hyun como conselheiro acadêmico da faculdade
- Lee Hyun-suk
- Ahn Tae-joon
- Kim Song
- Kim Bo-kyung
- Lee Jae-seo
- Kwon Se-rin
- Shin Joo-hang
- Won Jin-ho
- Kim Shi-eun
- Jung Yo-han
- Park Hye-young
- Lee Yoon-ji
- Kim Jin-sung
- Choi Moon-kyung
- Yoo Chae-mok
- Lee Se-rang
- Park Ji-yun
- Kim Jae-chul
- Yoo In-soo
- Jo Jae-hyun
- So Joon-hyung
- Lee Mi-kyung
- Park Ok-chool

## Trilha sonora
1. Believe In This Moment (이 순간을 믿을게) - Gugudan
2. Throbbing Summer Day (두근두근 여름날) - Yozoh
3. Going Home - Tarin
4. Stay In My Life - Taeil, Taeyong e Doyoung (NCT)
5. Reach To You (너에게 닿기를) - Maktub
6. I Pray 4 You - Apink BnN (Bomi, Namjoo)

## Classificações
- Na tabela abaixo, os números azuis representam as mais baixas classificações e os números vermelhos representam as classificações mais elevadas.
- SC indica que o drama não se classificou nos 20 melhores programas diários nessa data

| Episódio | Data de transmissão original | Título                                          | Audiência média    | Audiência média              | Audiência média | Audiência média              |
| Episódio | Data de transmissão original | Título                                          | Classificação TNmS | Classificação TNmS           | AGB Nielsen     | AGB Nielsen                  |
| Episódio | Data de transmissão original | Título                                          | Em todo o país     | Região Metropolitana de Seul | Em todo o país  | Região Metropolitana de Seul |
| -------- | ---------------------------- | ----------------------------------------------- | ------------------ | ---------------------------- | --------------- | ---------------------------- |
| 1        | 17 de julho de 2017          | Grade Class Society                             | 6.5% (NR)          | 7.0% (NR)                    | 5.9% (NR)       | 6.4% (NR)                    |
| 2        | 18 de julho de 2017          | About Trouble Kids                              | 4.8% (NR)          | 4.9% (NR)                    | 4.2% (NR)       | 4.3% (NR)                    |
| 3        | 24 de julho de 2017          | Suspect Your Friend                             | 4.6% (NR)          | 5.3% (NR)                    | 4.2% (NR)       | 4.9% (NR)                    |
| 4        | 25 de julho de 2017          | Encounter                                       | 4.6% (NR)          | 5.0% (NR)                    | 4.1% (NR)       | 4.5% (NR)                    |
| 5        | 31 de julho de 2017          | Something the Student Evaluation Doesn't Record | 4.2% (NR)          | 4.9% (NR)                    | 4.2% (NR)       | 5.1% (NR)                    |
| 6        | 1 de agosto de 2017          | The Real Records of Our Lives                   | 4.7% (NR)          | 5.1% (NR)                    | 4.6% (NR)       | 5.9% (NR)                    |
| 7        | 7 de agosto de 2017          | Everyone Lies                                   | 4.6% (NR)          | 4.8% (NR)                    | 4.4% (NR)       | 4.6% (NR)                    |
| 8        | 8 de agosto de 2017          | After the Lie                                   | 5.0% (NR)          | 5.2% (NR)                    | 4.7% (NR)       | 4.9% (NR)                    |
| 9        | 14 de agosto de 2017         | The Weight Rumors Carry                         | 4.4% (NR)          | 5.3% (NR)                    | 4.4% (NR)       | 5.4% (NR)                    |
| 10       | 15 de agosto de 2017         | How to Endure the Weight                        | 4.7% (NR)          | 5.6% (NR)                    | 4.4% (NR)       | 5.3% (NR)                    |
| 11       | 21 de agosto de 2017         | Dreams, the Shining Worries                     | 4.8% (NR)          | 4.9% (NR)                    | 4.7% (NR)       | 4.8% (NR)                    |
| 12       | 22 de agosto de 2017         | Soaring Up, You                                 | 4.7% (NR)          | 5.3% (NR)                    | 4.1% (NR)       | 4.7% (NR)                    |
| 13       | 28 de agosto de 2017         | Two People's Lines                              | 4.4% (NR)          | 4.6% (NR)                    | 4.3% (NR)       | 4.5% (NR)                    |
| 14       | 29 de agosto de 2017         | How to Face Different Lines                     | 5.1% (NR)          | 5.7% (NR)                    | 4.4% (NR)       | 5.0% (NR)                    |
| 15       | 4 de setembro de 2017        | How to Protect You                              | 4.9% (NR)          | 5.2% (NR)                    | 4.1% (NR)       | 4.4% (NR)                    |
| 16       | 5 de setembro de 2017        | On My Way to Meet the Real You                  | 4.5% (NR)          | 5.1% (NR)                    | 4.6% (NR)       | 5.3% (NR)                    |
| Média    | Média                        | Média                                           | 4.8%               | 5.2%                         | 4.5%            | 4.9%                         |

## Prêmios e indicações
| Ano  | Prêmio             | Categoria         | Beneficiário  | Resultado |
| ---- | ------------------ | ----------------- | ------------- | --------- |
| 2017 | Korea Drama Awards | Melhor nova atriz | Kim Se-jeong  | Indicado  |
| 2017 | The Seoul Awards   | Melhor novo ator  | Kim Jung-hyun | Indicado  |
| 2017 | The Seoul Awards   | Melhor nova atriz | Kim Se-jeong  | Indicado  |